# Chloropoea bicolor
Chloropoea bicolor är en fjärilsart som beskrevs av Aurivillius. Chloropoea bicolor ingår i släktet Chloropoea och familjen praktfjärilar. Inga underarter finns listade i Catalogue of Life.